# Pik Jelzin
Der Pik (Boris) Jelzin (russisch Пик Ельцина, Pik Jelzina, oder Пик Бориса Ельцина, Pik Boris Jelzina) ist ein Berg im Tian Shan in Zentralasien.
Er ist mit 5168 m der dritthöchste Berg im Terskej-Alatau. Der vergletscherte Berg befindet sich im Oblus Yssyk-Köl im Osten von Kirgisistan, 7,57 km westsüdwestlich vom Pik Karakol. An seiner Nordflanke liegt das Quellgebiet des Flusses Dscheti-Ogus.
Der Berg hieß ursprünglich Ogus-Baschi (kirgisisch für „Ochsenkopf“). Im Jahr 2002 wurde der Berg nach dem ersten Präsidenten der Russischen Föderation, Boris Jelzin, benannt.
Der Berg besitzt einen 5110 m hohen Westgipfel.